# Indra du Népal
 (août 2021).
Pour les articles homonymes, voir Indra (homonymie).
Indra Rajya Lakshmi Devi Shah, née le 25 juillet 1926 et morte le 4 septembre 1950, épouse de Mahendra, est princesse héritière consort du Népal de 1940 à 1950.

## Biographie
Indra naît le 25 juillet 1926 à dans la zone de la Bagmati[réf. nécessaire], au Népal.
Elle est la première épouse du prince héritier du Népal Mahendra (1920-1972). Membre de la famille aristocratique des Rana, elle est la fille du général Hari Shamsher Jang Bahadur Rana et de son épouse, Megha Kumari Rajya Lakshmi.
Elle se marie au prince héritier Mahendra le 8 mai 1940, alors qu'elle a 14 ans. Elle donne naissance à trois fils (dont les futurs rois Birendra et Gyanendra) et trois filles. Elle succombe à une hémorragie post-partum, une complication consécutive à la naissance de son sixième enfant, Dhirendra,. Cet événement conduit à la création de la première maternité du royaume, le Prasuti Griha, inaugurée le 17 août 1959. Une statue en hommage à Indra est érigée à l'entrée de cet hôpital.
Deux ans après la mort d'Indra, sa sœur cadette Ratna épouse le prince héritier Mahendra. Ils n'ont pas d'enfants.

## Hommage et postérité
En 1959, une maternité et un hôpital pour femmes sont nommés en son honneur. Le nom est ensuite modifié en 2007 en Paropakar Maternity and Women's Hospital (en).